# Spilosoma albens
Spilosoma albens là một loài bướm đêm thuộc phân họ Arctiinae, họ Erebidae.